# Kiyoshi Kodama
Kiyoshi Kodama (1 de janeiro de 1934 - 16 de maio de 2011) foi um ator japonês.